# Norzagaray, Bulacan
Norzagaray là một đô thị hạng 1 ở tỉnh Bulacan, Philippines. Theo điều tra dân số năm 2007, đô thị này có dân số 105.470 người trong 15.912 hộ.

## Các đơn vị hành chính
Norzagaray được chia thành 13 barangay.
- Bangkal
- Baraka
- Bigte
- Bitungol
- Matictic
- Minuyan
- Partida
- Pinagtulayan
- Poblacion
- San Mateo
- Tigbe
- San Lorenzo
- Friendship Village Resources